# Wakendorf (Züsow)
Wakendorf ist ein Ortsteil der Gemeinde Züsow des Amtes Neukloster-Warin im Landkreis Nordwestmecklenburg in Mecklenburg-Vorpommern.

## Geographie
Der Ort liegt vier Kilometer nordöstlich von Züsow. Die Nachbarorte sind Klein Mulsow im Norden, Alt Poorsdorf im Nordosten, Tüzen im Osten, Alte Molkerei und Poischendorf im Südosten, Teplitz im Süden, Bäbelin im Südwesten, Steinhagen im Westen sowie Kirch Mulsow im Nordwesten.

## Geschichte
Am 1. Juli 1950 wurde die Gemeinde Wakendorf in die Gemeinde Bäbelin eingemeindet. Durch die Eingemeindung von Bäbelin nach Züsow zum 1. Juli 1961 wurde Wakendorf dort zum Ortsteil.

## Persönlichkeiten
- Hermann Schroeder (1866–1938), Fabrikdirektor und Mitglied des Provinziallandtages der Provinz Hessen-Nassau